# Dolichopeza ferox
Dolichopeza ferox är en tvåvingeart som beskrevs av Alexander 1928. Dolichopeza ferox ingår i släktet Dolichopeza och familjen storharkrankar. Inga underarter finns listade i Catalogue of Life.